# Oklahoma City Slickers
Oklahoma City Slickers foram dois clubes de futebol americanos diferentes com sede em Oklahoma City. O primeiro time competiu na American Soccer League entre 1982 e 1983, e como Oklahoma City Stampede na United Soccer League em 1984 e 1985. O segundo Oklahoma City Slickers competiu na USISL de 1993 a 1996.

## História

### Oklahoma City Slickers (1982-85)
Em 1982, o primeiro Oklahoma City Slickers juntou-se de fato à American Soccer League. Os Slickers foram para a série do campeonato, perdendo para o Detroit Express. O treinador principal Brian Harvey foi o treinador do ano da ASL. Em 1983, os Slickers terminaram na última colocação. A American Soccer League entrou em colapso após a temporada de 1983. Isso levou à criação da United Soccer League em 1984. Os Slickers se juntaram à nova liga, mudando seu nome para Oklahoma City Stampede. O clube mais uma vez chegou tentadoramente perto de um campeonato, ganhando o título da temporada regular na diferença de pontos sobre o Fort Lauderdale Sun, mas caindo nas semifinais para o Houston Dynamos em uma série de três jogos. Esse sucesso durou pouco. Após a temporada de 1984, o clube se mudou para Tulsa, Oklahoma, no Tulsa Tornados, com Brian Harvey ainda servindo como treinador principal. A USL fechou na primavera de 1985, depois de apenas alguns jogos. Durante sua curta existência, os jogadores mais conhecidos do Oklahoma City foram o goleiro Phil Parkes e Jeff Bourne, ambos veteranos da Liga Norte-Americana de Futebol e da Primeira Divisão Inglesa . Os jogos caseiros foram disputados no histórico (mas lamentavelmente estreito para fins de futebol) Taft Stadium em Oklahoma City.

### Oklahoma City Slickers (1993–96)
Em fevereiro de 1993, a Liga Interregional de Futebol dos Estados Unidos anunciou a fusão dos Oklahoma City Warriors da USISL e do Oklahoma City Spirit da Lone Star Soccer Alliance . A nova equipe iria competir na USISL usando o nome de Oklahoma City Slickers. Brian Harvey treinou os Slickers em seu primeiro ano, com o técnico do Warriors, Chico Villar, servindo como assistente e gerente geral da equipe. A equipe também voltou ao Taft Stadium. Em 1994, Duane Cummings substituiu Harvey como treinador principal. Os Slickers retiraram-se da liga e se separaram após a temporada da USISL de 1995-96 .